# (20351) Kaborchardt
(20351) Kaborchardt est un astéroïde de la ceinture principale d'astéroïdes.

## Description
(20351) Kaborchardt est un astéroïde de la ceinture principale d'astéroïdes. Il fut découvert le 18 avril 1998 à Socorro (Nouveau-Mexique) par le projet LINEAR. Il présente une orbite caractérisée par un demi-grand axe de 2,74 UA, une excentricité de 0,11 et une inclinaison de 3,8° par rapport à l'écliptique.

## Compléments